# Erebia mantoides
Erebia mantoides är en fjärilsart som beskrevs av Butler 1871. Erebia mantoides ingår i släktet Erebia och familjen praktfjärilar. Inga underarter finns listade i Catalogue of Life.